# El Espinal
El Espinal là một đô thị thuộc bang Oaxaca, México. Năm 2005, dân số của đô thị này là 8219 người.